# Jars
Jars ist eine französische Gemeinde mit 491 Einwohnern (Stand: 1. Januar 2022) im Département Cher in der Region Centre-Val de Loire. Sie gehört zum Arrondissement Bourges und zum Kanton Sancerre. 

## Geographie
Jars liegt etwa 39 Kilometer nordöstlich von Bourges am Sauldre. Umgeben wird Jars von den Nachbargemeinden Villegenon im Nordwesten und Norden, Thou im Norden, Sury-ès-Bois im Norden und Nordosten, Assigny im Nordosten, Subligny im Osten, Menetou-Râtel im Südosten, Le Noyer im Süden, La Chapelotte im Südwesten sowie Ivoy-le-Pré im Südwesten und Westen.

## Bevölkerungsentwicklung
| Jahr                       | 1962 | 1968 | 1975 | 1982 | 1990 | 1999 | 2006 | 2019 |
| Einwohner                  | 645  | 596  | 552  | 554  | 522  | 505  | 490  | 503  |
| Quellen: Cassini und INSEE |      |      |      |      |      |      |      |      |

## Sehenswürdigkeiten
- Kirche Saint-Agnan aus dem 15. Jahrhundert, seit 1862 Monument historique
- Reste der Burg Nancray
- Herrenhaus Jars aus dem 15. Jahrhundert

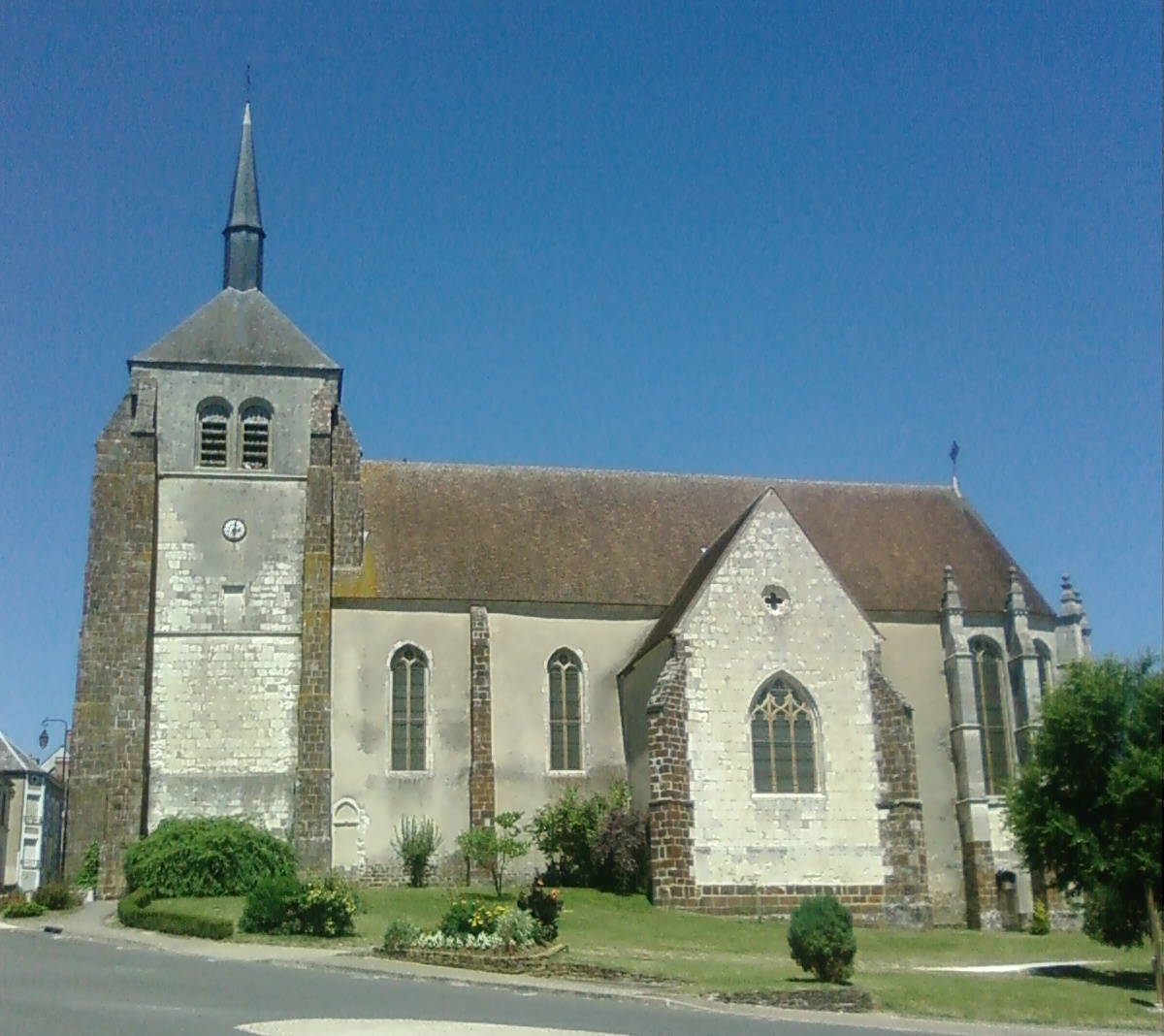
Kirche Saint-Agnan